# Branimirovac
Branimirovac (1991-ig Babjak) falu Horvátországban, Eszék-Baranya megyében. Közigazgatásilag Koskához tartozik.

## Fekvése
Eszéktől légvonalban 30, közúton 40 km-re nyugatra, községközpontjától 4 km-re délre, Szlavónia középső részén, a Szlavóniai-síkságon, Andrijevac és Subotički Lug között fekszik.

## Története
A település a 19. század második felében fűrésztelepként keletkezett a valpói uradalom erdős, mocsaras területén. Nevét a Babjak erdőről kapta, amelynek a területén erdőirtással jött létre. Lakosságát az erdőirtással foglalkoztatott, korábbi lakóhelyüket elhagyó munkavállalók alkották. A falu 1991-től a független Horvátországhoz tartozik. 1991-ben lakosságának 92%-a szerb, 6%-a horvát nemzetiségű volt. 2011-ben a falunak 95 lakosa volt.

## Lakossága
| Lakosság változása | Lakosság változása | Lakosság változása | Lakosság változása | Lakosság változása | Lakosság változása | Lakosság változása | Lakosság változása | Lakosság változása | Lakosság változása | Lakosság változása | Lakosság változása | Lakosság változása | Lakosság változása | Lakosság változása | Lakosság változása |
| ------------------ | ------------------ | ------------------ | ------------------ | ------------------ | ------------------ | ------------------ | ------------------ | ------------------ | ------------------ | ------------------ | ------------------ | ------------------ | ------------------ | ------------------ | ------------------ |
| 1857               | 1869               | 1880               | 1890               | 1900               | 1910               | 1921               | 1931               | 1948               | 1953               | 1961               | 1971               | 1981               | 1991               | 2001               | 2011               |
| 0                  | 0                  | 0                  | 0                  | 0                  | 0                  | 0                  | 0                  | 524                | 612                | 519                | 365                | 268                | 199                | 87                 | 95                 |

(1948-tól önálló településként.)